# 寂静
是一部2024年上映的韓國災難片，由《再見單身》的導演金泰昆執導，劇本由《與神同行》的編劇金容華執筆。李善均、朱智勛、金希沅、文成根、藝秀晶、朴喜本、朴柱炫、金太祐、金秀安主演，也是李善均的最後遺作之一。
该片入选第76届戛纳电影节“午夜展映”单元，于当地时间5月21日在卢米埃尔大剧院举行世界首映；2024年7月12日在韩国正式上映。

## 劇情概要
青瓦台保安室行政官車正元（李善均 飾）和女兒慶玟（金秀安 飾），正在前往仁川機場的路上，但濃霧卻導致仁川機場大橋發生大規模連環車禍。車正元恰巧幫助了翻車的楊博士（金希沅 飾），而他正是負責「寂噤計畫」的研究人員。
連環車禍追撞的狀況才剛稍停，眾人驚魂未定，然而更可怕的是，因車禍導致運送「寂噤計畫」的變異軍用實驗犬的裝甲車翻覆，十幾隻兇猛的犬隻逃脫，在橋上的車禍倖存者都成為牠們無差別攻擊的目標。
緊接著，大橋也因故斷成兩截即將崩塌，多重災難元素一次發生。此時，同樣在橋上的拖吊車司機趙博（朱智勛 飾）和高爾夫球選手宥拉（朴柱炫 飾），也捲入了這場生死存亡的危機中⋯⋯

## 演員陣容
| 演員   | 角色       | 介紹                                                             |
| ------ | ---------- | ---------------------------------------------------------------- |
| 李善均 | 車正元     | 青瓦台保安室行政官。車慶玟的父親，因妻子去逝，獨自撫養女兒。     |
| 朱智勛 | 趙博       | 魯莽且貪財的拖吊車司機。總是帶著寵物狗喬迪。                     |
| 金希沅 | 楊博士     | 負責「寂噤計畫」的研究員。性格自私懦弱、貪生怕死。               |
| 金秀安 | 車慶玟     | 車正元的女兒，富有正義感及同情心。即將搭機前往澳洲留學學習音樂。 |
| 朴柱炫 | 宥拉       | 即將搭機出國比賽的高爾夫球選手。美蘭的妹妹。                     |
| 朴喜本 | 美蘭       | 宥拉的姐姐兼經紀人。                                             |
| 金太祐 | 鄭賢伯     | 青瓦台保安室室長，車正元的長官。下任總統選舉候選人。             |
| 文盛瑾 | 炳學       | 遭遇災難的民眾。與純玉為夫妻。                                   |
| 藝秀晶 | 純玉       | 患有失智症的奶奶。與炳學為夫妻。                                 |
| 河道權 | 姜隊長     | 負責運送軍用實驗犬的特種部隊。                                   |
| 宋宥弦 | 車正元妻子 | 童書作家，已因病去逝。（僅在影片中出現）                         |
| 張光   | 國防部長官 |                                                                  |
| 崔廷宇 | 首席秘書   |                                                                  |

## 製作
- 主体拍摄於2020年10月開始進行，2021年2月11日殺青。[20][21]
- 與DEXTER STUDIOS簽訂合約，投入44億韓元的預算在該片的VFX製作上。[22]

### 损益平衡点
据媒体报道，该片损益平衡点约为400万观影人次。

## 發行

戛纳入选海报

CJ CGV於2023年7月發布的季度財報顯示該片計劃2023年第四季度在韓國上映，媒体透露CJ ENM计划于2024年初在韩国上映该片。
该片于2023年5月21日在第76届戛纳电影节举行世界首映；2024年5月27日发行商CJ ENM发布两款预告海报，6月13日发布主海报与主预告片并宣布于7月12日在韩国正式上映。2024年8月7日上线IPTV和VOD点播平台。

## 反响

### 评价
韩国电影周刊《Cine 21》共有3位专业影评人为该片打分，平均得分5/10。

### 票房
在韩国上映首日以10万余名观影人次击败《头脑特工队2》《逃脱》等片夺得单日票房冠军，首周末（7月12日至7月14日）以34万9723名观影人次位列周末票房榜第2名、韩国电影中位居第一。截至8月7日提供家庭点播服务时，累计观影人次为68万。

## 外部連結
- NAVER上《寂静》的资料
- Daum上《寂静》的资料
- 韩国电影数据库（KMDb）上《寂静》的資料
- 互联网电影数据库（IMDb）上《寂静》的资料（英文）
- 豆瓣电影上《寂静》的資料 （简体中文）